# Wivelsfield
Wivelsfield est une paroisse civile et un village du Sussex de l'Est, en Angleterre.